# Морозы (Кобелякский район)
Морозы (укр. Морози) — село,
Озерянский сельский совет,
Кобелякский район,
Полтавская область,
Украина.
Код КОАТУУ — 5321885102. Население по переписи 2001 года составляло 336 человек.

## Географическое положение
Село Морозы находится на расстоянии в 1,5 км от сёл Поводы и Прощурады.
По селу протекает пересыхающий ручей с запрудой.